# Meadville (Mississippi)
Meadville é uma cidade  localizada no estado americano de Mississippi, no Condado de Franklin.

## Demografia
Segundo o censo americano de 2000, a sua população era de 519 habitantes.
Em 2006, foi estimada uma população de 497, um decréscimo de 22 (-4.2%).

## Geografia
De acordo com o United States Census Bureau tem uma área de
2,9 km², dos quais 2,9 km² cobertos por terra e 0,0 km² cobertos por água.

## Localidades na vizinhança
O diagrama seguinte representa as localidades num raio de 36 km ao redor de Meadville.